# John Ribat
Sir John Ribat (Volavolo, 9 febbraio 1957) è un cardinale e arcivescovo cattolico papuano.

## Biografia
Nasce il 9 febbraio 1957 a Volavolo, sull'isola della Nuova Britannia, in Papua Nuova Guinea.
Frequenta il seminario minore a Ulapia ed entra nella congregazione dei Missionari del Sacro Cuore di Gesù, dove emette i primi voti nel 1979. Studia filosofia e teologia nel seminario di Bomana.
Ordinato sacerdote nel 1985, fino al 1991 esercita il suo ministero in varie parrocchie della diocesi di Bereina, per poi partire per la formazione a Manila. Tra il 1998 e il 2000 è maestro dei novizi.
Il 30 ottobre 2000 papa Giovanni Paolo II lo nomina vescovo ausiliare di Bereina, titolare di Macriana Minore. Riceve la consacrazione episcopale l'11 febbraio 2001 da mons. Gérard Joseph Deschamps, vescovo di Bereina, co-consacranti mons. Brian Barnes e mons. Benedetto To Varpin. Il 12 febbraio 2002 diventa vescovo di Bereina.
Nominato da papa Benedetto XVI arcivescovo coadiutore di Port Moresby il 16 aprile 2007, succede a mons. Barnes il 26 marzo 2008. Dal 2011 al 2014 è presidente della Conferenza Episcopale di Papua Nuova Guinea e Isole Salomone e dal 2014 all'ottobre 2016 presidente della Federazione delle conferenze dei vescovi cattolici dell'Oceania.
Nel 2016, è insignito dell'Ordine dell'Impero Britannico.
Il 9 ottobre 2016 papa Francesco ne annuncia la creazione a cardinale nel concistoro del 19 novembre. Al momento della nomina è il primo cardinale di Papua Nuova Guinea.
Il 7 e 8 maggio 2025 ha partecipato come cardinale elettore al conclave che ha portato all'elezione di papa Leone XIV.

## Genealogia episcopale e successione apostolica
La genealogia episcopale è:
- Cardinale Scipione Rebiba
- Cardinale Giulio Antonio Santori
- Cardinale Girolamo Bernerio, O.P.
- Arcivescovo Galeazzo Sanvitale
- Cardinale Ludovico Ludovisi
- Cardinale Luigi Caetani
- Cardinale Ulderico Carpegna
- Cardinale Paluzzo Paluzzi Altieri degli Albertoni
- Papa Benedetto XIII
- Papa Benedetto XIV
- Cardinale Enrico Enriquez
- Arcivescovo Manuel Quintano Bonifaz
- Cardinale Buenaventura Córdoba Espinosa de la Cerda
- Cardinale Giuseppe Maria Doria Pamphilj
- Papa Pio VIII
- Papa Pio IX
- Cardinale Alessandro Franchi
- Cardinale Giovanni Simeoni
- Cardinale Antonio Agliardi
- Cardinale Basilio Pompilj
- Cardinale Adeodato Piazza, O.C.D.
- Cardinale Sergio Pignedoli
- Vescovo Gérard-Joseph Deschamps, S.M.M.
- Cardinale John Ribat, M.S.C.

La successione apostolica è:
- Vescovo Pedro Baquero, S.D.B. (2017)
- Vescovo Rozario Menezes, S.M.M. (2018)
- Vescovo Joseph Tarife Durero, S.V.D. (2021)
- Vescovo Siby Mathew Peedikayil, H.G.N. (2021)
- Vescovo Walenty Gryk, S.V.D. (2022)

## Araldica
| Stemma | Blasonatura |
|        | Inquartato: al 1º d'argento al chrismon biforcato, caricato del Sacro Cuore di Gesù, il tutto di rosso; al 2º d'azzurro al monogramma mariano d'oro; al 3º d'azzurro, al libro aperto d'oro caricato delle lettere greche Α e Ω di rosso; al 4º d'argento, al ramo di noce di betel al naturale. Ornamenti esterni da cardinale arcivescovo metropolita. Motto: Peace through Jesus heart. |